# 维涅
维涅（法語：Vignes，法語發音：[viɲ]）是法国大西洋比利牛斯省的一个市镇，位于该省北部，属于波城区。

## 地理
维涅（43°31'34"N, 0°24'45"W）面积7.97 平方千米，位于法国新阿基坦大区大西洋比利牛斯省，该省份为法国东南部省份，涵盖了贝阿恩与北巴斯克，西临大西洋比斯開灣，北至朗德省，东北接热尔省，东临上比利牛斯省，南与西班牙接壤。
与维涅接壤的市镇（或旧市镇、城区）包括：阿尔扎克-阿拉济盖、库布吕克、卢维尼、梅拉克、米亚洛斯、普尔西于格-布库。
维涅的时区为UTC+01:00、UTC+02:00（夏令时）。

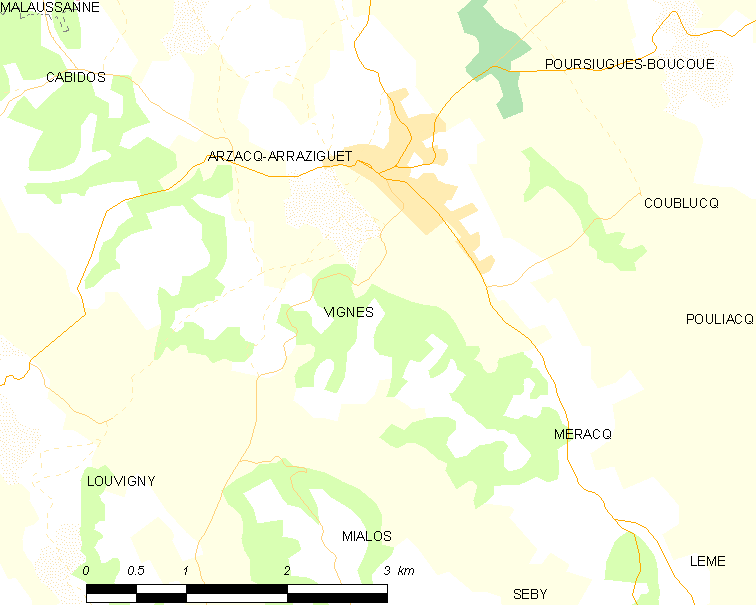
维涅的OSM定位图

## 行政
维涅的邮政编码为64410，INSEE市镇编码为64557。

## 政治
维涅所属的省级选区为阿尔蒂克斯和苏贝斯特尔地区县。

## 交通
大西洋比利牛斯省省道D32线经过市中心，省道D236线和D944线在境内东部交汇。

## 人口

1962-2008年间维涅人口变化图示

维涅于2022年1月1日时的人口数量为456人。